# Исчезновение Азарии Чемберлен
Азария Шантель Лорен Чемберлен (англ. Azaria Chantel Loren Chamberlain, 11 июня 1980 — 17 августа 1980) — австралийская девочка, которая в возрасте девяти недель от роду пропала рядом со скалами Улуру во время путешествия с родителями.

## История событий
По заявлению самих родителей, Элис „Линди“ Линн Мурчисон и Майкла Ли Чемберлена, их дочь утащила из палатки собака динго.
Через неделю турист Уолли Гудвин обнаружил окровавленную одежду Азарии вблизи от логова динго.
Первое расследование подтвердило заявление родителей. На основании второго расследования в октябре 1982 года мать была осуждена и приговорена к пожизненному заключению, а отец получил условный срок как соучастник. На их осуждение повлияло общественное мнение (оба родителя принадлежали к церкви адвентистов седьмого дня, к которой в Австралии существует негативное отношение), а также то, что до этого в австралийском обществе динго рассматривались как хоть и дикие, но в целом не опасные животные (одна из причин обвинения против Элис Мурчисон сводилась к тому, что динго якобы просто физически не мог бы удержать даже месячного ребёнка). Главное же обвинение было построено на том, что эксперты обнаружили в машине Чемберленов следы того, что было идентифицировано как эмбриональный гемоглобин, из-за чего Чемберленов прямо обвинили в убийстве дочери.
В конце января 1986 года английский турист Дэвид Брэтт разбился насмерть во время вечернего восхождения на Улуру. По совпадению он упал именно в том месте, где было большое скопление логов динго. Когда его обглоданный труп был найден спустя восемь дней, то поисковики, прочёсывая территорию в поисках недостающих костей, обнаружили ещё одну деталь одежды Азарии. После этого Элис была сразу освобождена, а ещё через два года все обвинения против четы Чемберленов были сняты. Обнаружилось, что случаи, когда динго нападали на людей, особенно на младенцев, фиксировались как до исчезновения Азарии, так и после. Следы гемоглобина в машине Чемберленов оказались в конечном итоге составляющей химической обработки, проведённой во время изготовления машины.

## Текущий статус
12 июня 2012 года дело об исчезновении Азарии Чемберлен было полностью закончено. Следователь Северной Территории выдал свидетельство о смерти Азарии, в котором официальной причиной смерти указано нападение собаки динго.
Майкл Чемберлен умер 9 января 2017 года после долгой борьбы с лейкемией.

## В искусстве
По мотивам событий был снят фильм A Cry In The Dark — «Крик в темноте» 1988 года режиссёра Фреда Скеписи. Картина получила 5 премий AACTA, (лучший фильм, режиссёр, мужская и женская роли и адаптированный сценарий), номинации на «Золотую пальмовую ветвь», 4 «Золотых глобуса» (Лучший фильм, режиссёр, женская роль и сценарий), номинацию на Оскар за лучшую женскую роль, а также получил премию за лучшую женскую роль МКФ в Каннах. По версии Американского института кино занимает 9-е место в списке «10 лучших судебных драм» 10 фильмов из 10 жанров.